# Liste der Flughäfen in Gambia
Die Liste der Flughäfen in Gambia zeigt die zivilen Flughäfen des westafrikanischen Staates Gambia.
| Ort                                  | ICAO-Code | IATA-Code | Name des Flughafens                                                                     |
| ------------------------------------ | --------- | --------- | --------------------------------------------------------------------------------------- |
|                                      |           |           |                                                                                         |
| Zivile Flughäfen                     |           |           |                                                                                         |
| Yundum                               | GBYD      | BJL       | Banjul International Airport, auch Yundum Int'l                                         |
| Historische Flughäfen und Flugplätze |           |           |                                                                                         |
| Yundum                               | -         | -         | Flugplatz Yundum (englisch Yundum Airfield), Vorgänger vom Banjul International Airport |
| Serekunda-Jeshwang                   | -         | -         | Flugplatz Jeshwang (englisch Jeshwang Airfield)                                         |
| Brikama                              | -         | -         | Landeplatz Brikama (englisch Brikama Landing Area)                                      |
| Bathurst                             | -         | -         | Wasserlandeplatz vor dem Dockyard Point                                                 |

## Sonstiges
Es gibt mehrere kleine Landepisten im Landesinnern, zum Beispiel bei Tendaba und Basse Santa Su und auch das Hospital in Bansang besitzt eine.